# Довге (Тернопільський район)
До́вге — село в Україні, у Теребовлянській міській громаді Тернопільського району Тернопільської області. Біля Довгого були хутори Дубина і Закрегулець. Розташоване на лівому березі річки Серет. З 2015 у складі Теребовлянської міської громади.
Населення — 650 осіб (2015).
На території села є так звана довгівська липа — ботанічна пам'ятка природи місцевого значення.

## Археологія
Гробниця, що знаходилася на південно-західному схилі підвищення над лівобережною заплавною терасою річки Серет, була випадково відкрита у 1964 році поблизу села Довге. У рятівних розкопках брали участь Ігор Свєшніков і Юрій Малєєв (Львівський університет) та Ігор Герета і Євген Харитонов (Тернопільський краєзнавчий музей).
Належить культурі кулястих амфор.
Поховальна камера розміром 0,74—0,98 х 2 м, зорієнтована по осі північний захід—південний схід, мала приблизно прямокутну форму. Кришкою гробниці була плита з рожевого пісковику, яка знаходилася на глибині 0,18—0,42 м від сучасної поверхні. Стіни гробниці збудовані з плит товщиною 4—6 см та зміцнені приставленими ззовні меншими плитами. Дно гробниці складалося із суцільної плити, що знаходилася на глибині 1,11 м. Щілини між дном та стінками були заповнені дрібними камінцями і замащені глиною.
Всередині гробниці знаходилося 3 скелети, один із яких, що займав південно-західну частину камери, належав жінці віком приблизно 35—40 років, похованій у скорченому положенні головою на захід. Другий скелет знаходився у середній частині камери уздовж її південно-східної стінки, який лежав також у скорченому положенні на лівому боці, головою на південний схід. Погана збереженість не дозволила визначити їхні стать та вік. Третій скелет розміщувався у південно-східній частині камери і належав чоловіку невизначеного віку, який був похований у сидячому положенні з витягнутими на захід ногами та із загнутими у ліктях і складеними на животі руками.
Поховальний Інвентар складався із: 2 глиняних амфор, 10 бурштинових намистин, 2 кістяних пряжок кремінної сокири та крем’яних відщепів. БІЛЬШІСТЬ інвентарю була пов’язана з першим скелетом (намисто, пряжки, амфора). При другому скелеті інвентарю не було, проте за плечима третього скелета, у східному кутку гробниці, знаходилася інша посудина.
Людські кістки було передано до Лабораторії радіовуглецевого аналізу НАН України в Києві. Отримано визначення (Кі-5009) 4040 ± 60 років тому.

## Історія

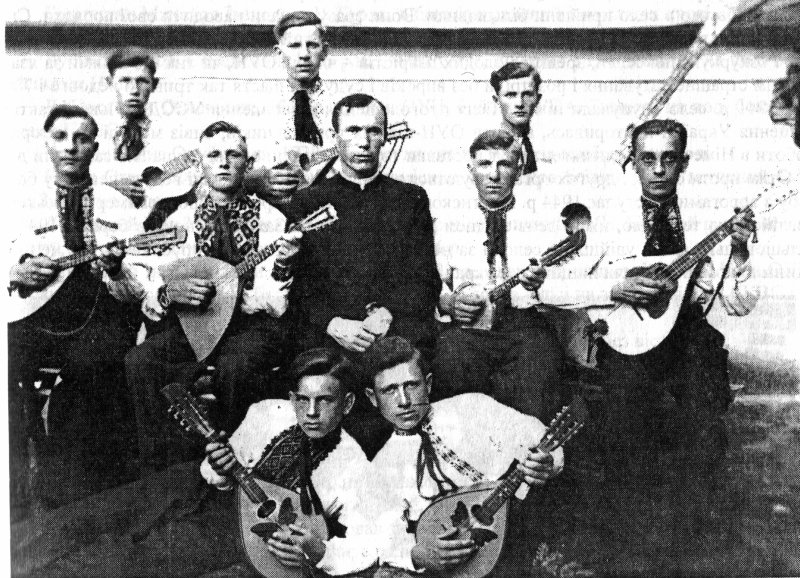
Струнний оркест села Довге. 1930-ті роки

Як вказують геологічні розкопки, знайдені на цій території, поселення людей існували тут дуже давно. Було розкопано гробницю часів черняхівської культури: посуд, предмети побуту, кулясті амфори тощо. Поблизу села виявлено поселення трипільської культури. Підйомний матеріал — уламки кераміки та крем'яний інвентар, зібраний у 1964 році, зберігається у Тернопільському обласному краєзнавчому музеї.
Ян Бейгер в книзі «Повіт Теребовлянський» описує про село Довге, яке існувало з 1555 року. Гора Берда і узгір'я гори, що охороняють село від північних і східних холодних вітрів і ліс «Крегулець» з різнорідними породами дерев дають селу помірний здоровий клімат і свіже повітря.

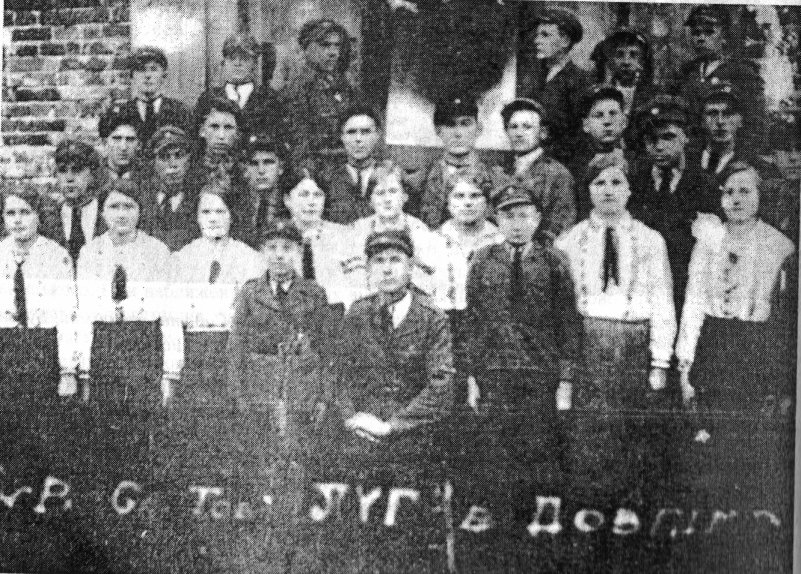
Члени товариства «Луг»

Перша писемна згадка — 1559 як Грицівка (нині частина села). 

В 1577 році польський шляхтич Ян Ґольський став власником (купив) села Довге, на землях котрого заснував, почав будувати містечко Янів Теребовельський.
На початку 19 століття в селі було організовано однокласову школу з українською мовою навчання. У 1848 році було ліквідовано панщину.
У 1890 році було споруджено нову муровану двокласову школу.
До 1914 року в Довгому вже діяли такі українські молодіжні організації: «Просвіта», «Сокіл» та інші. 1925 року було засновано організацію «Січ».
1 серпня 1934 року в рамках реформи на підставі нового закону про самоуправління (23 березня 1933 року) увійшло до нової сільської гміни Янів (Трембовлянський повіт Тернопільського воєводства).
В 1939 р. в селі було 1110 жителів — 850 українців-грекокатоликів, 205 українців-римокатоликів, 20 поляків, 30 польських колоністів міжвоєнного періоду і 5 євреїв.
12 червня 2020 року, відповідно до розпорядження Кабінету Міністрів України № 724-р «Про визначення адміністративних центрів та затвердження територій територіальних громад Тернопільської області» увійшло до складу Теребовлянської міської громади.
19 липня 2020 року, в результаті адміністративно-територіальної реформи та ліквідації Теребовлянського району, село увійшло до складу Тернопільського району.

## Мікротопоніми
Назви піль:
- Берда,
- Бричуха[7].

## Політика

### Парламентські вибори, 2019
На позачергових парламентських виборах 2019 року у селі функціонувала окрема виборча дільниця № 610830, розташована у приміщенні будинку культури.
Результати
- зареєстровано 497 виборців, явка 78,67%, найбільше голосів віддано за «Слугу народу» — 30,47%, за Всеукраїнське об'єднання «Батьківщина» — 14,06%, за Радикальну партію Олега Ляшка — 12,50%.[8] В одномандатному окрузі найбільше голосів отримав Микола Люшняк (самовисування) — 35,94%, за Аллу Стечишин (самовисування) — 19,27%, за Ігоря Сопеля (Слуга народу) — 15,10%[9].

## Поширені прізвища
Богуш, Колорус, Невойда, Татарин, Тріцька, Шпітула.

## Пам'ятки
Є церква святого апостола Івана Богослова з дзвіницею (1704; дерев'яна), капличка, чотири «фігури», розпочато будівництво ще одного храму. Цей храм у наш час вже є діючим.
Споруджено пам'ятник воїнам-односельцям, полеглим у німецько-радянській війні (1986). Насипано символічну могилу Борцям за волю України (1992).
- Поселення Довге І (III—IV ст. н. е.);

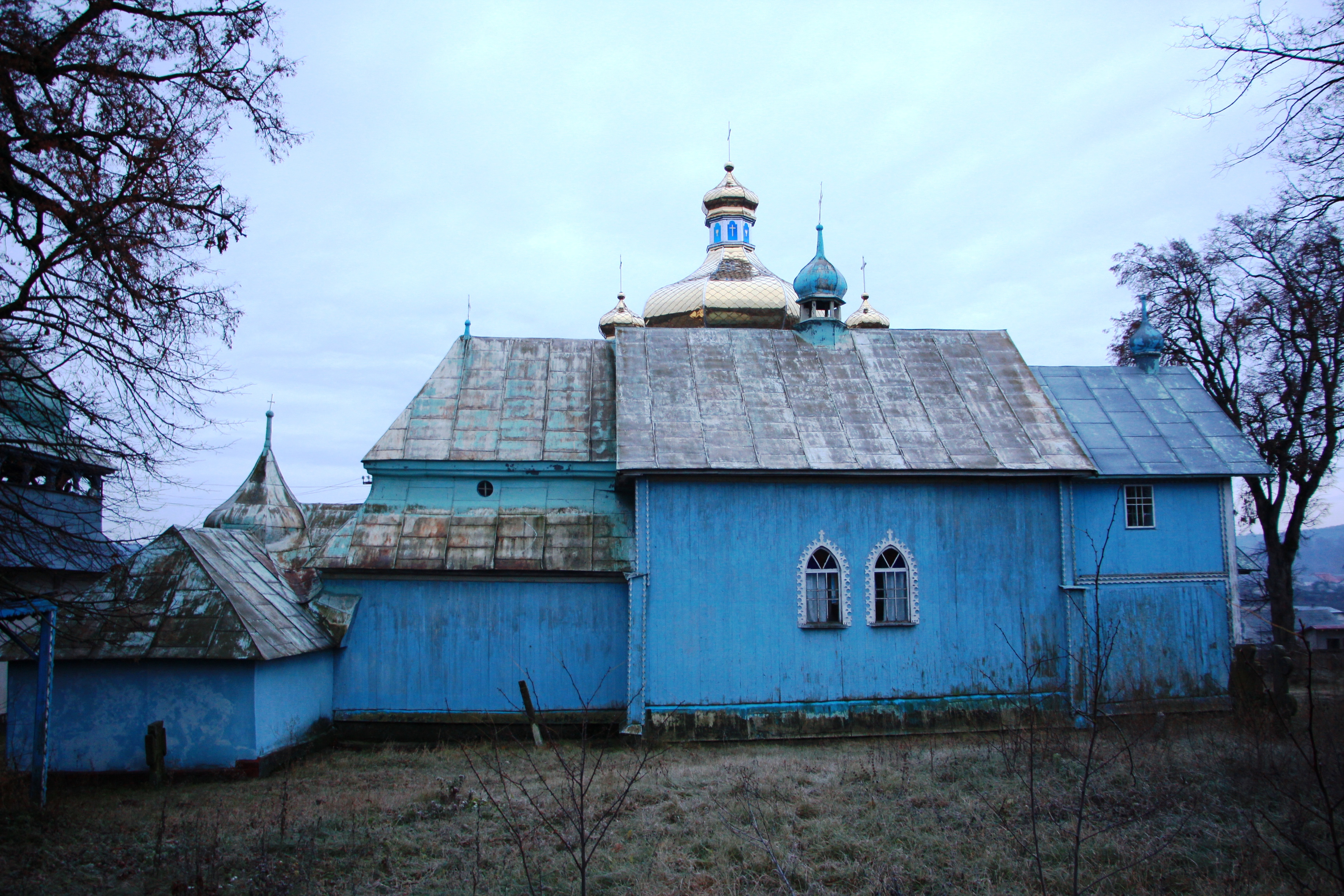
церква святого Івана Богослова (1704

## Соціальна сфера
Діють загальноосвітня школа І-ІІ ступенів, клуб, бібліотека, ФАП.

## Відомі люди

### Народилися
- Богдан Балько — український ветеринар, диригент і громадський діяч у Канаді.

### Проживали і працювали
- Володимир Ґжицький — український письменник,
- Степан Ґжицький — український біохімік.
- Луцький Микола Іванович — український самодіяльний співак (соліст стрілецького хору), диригент, педагог, учасник національно-визвольних змагань, січовий стрілець.

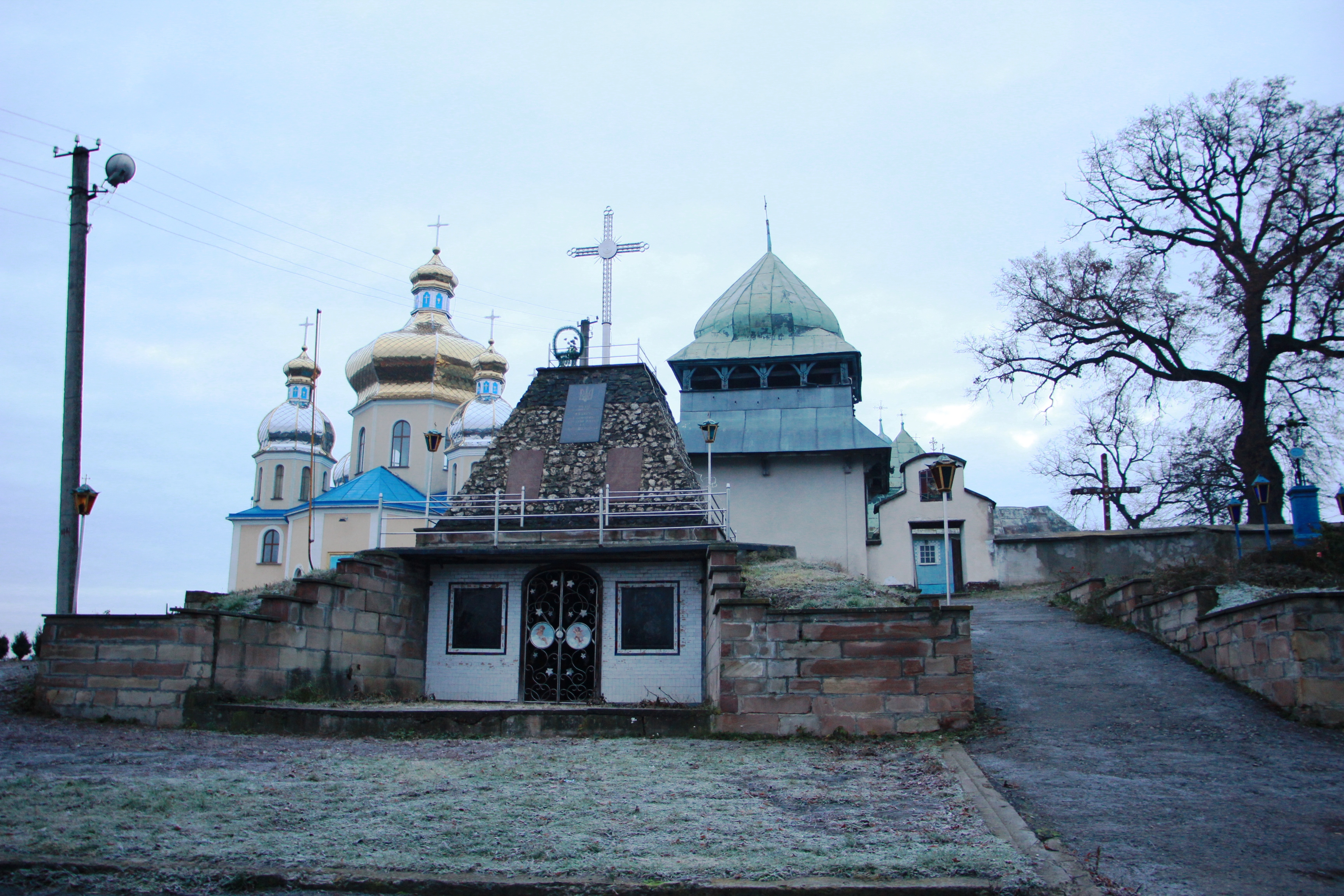
Церква св. Івана Богослова 1704
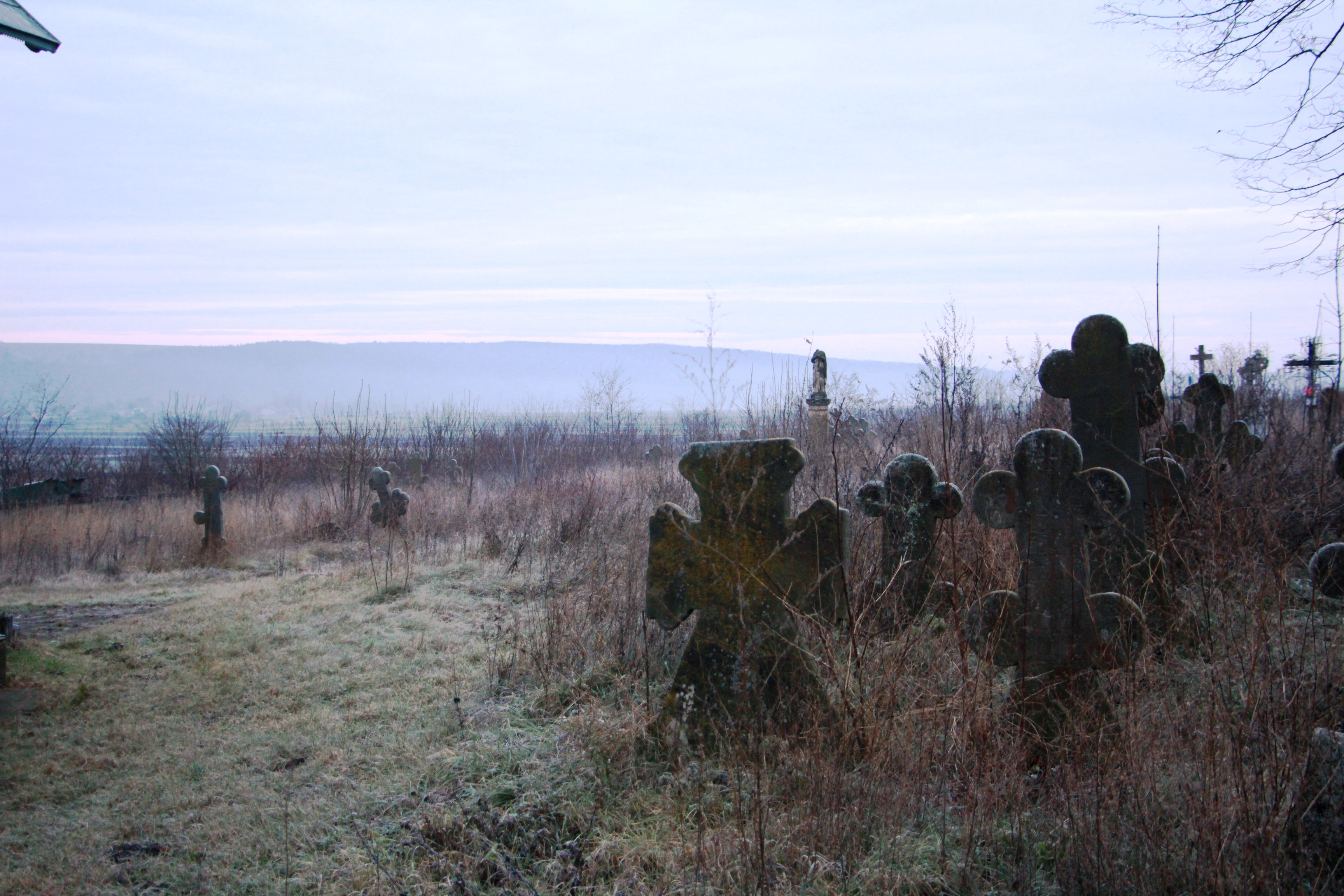
Старий цвинтар
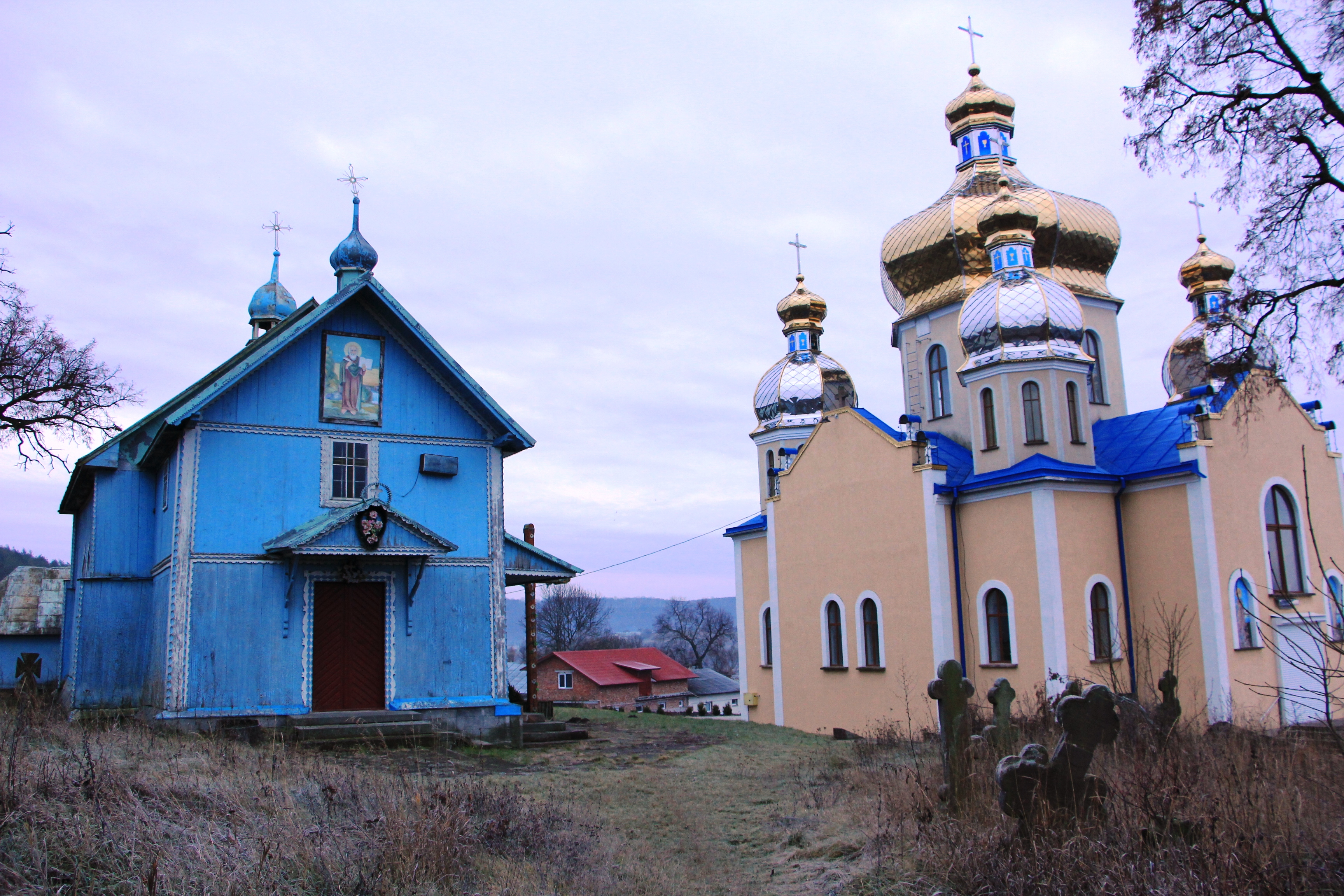
церква святого Івана Богослова (1704)
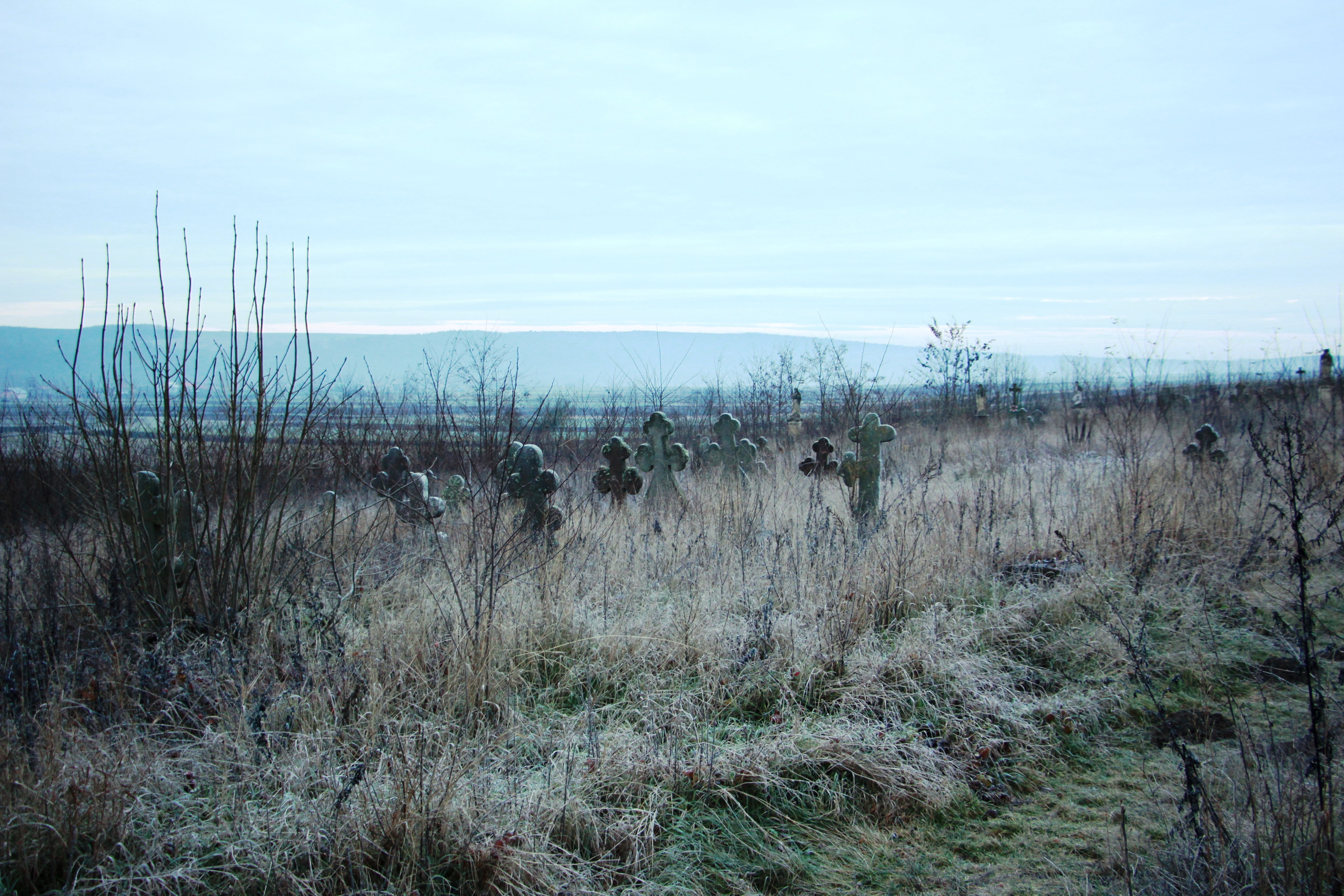
Старий цвинтар
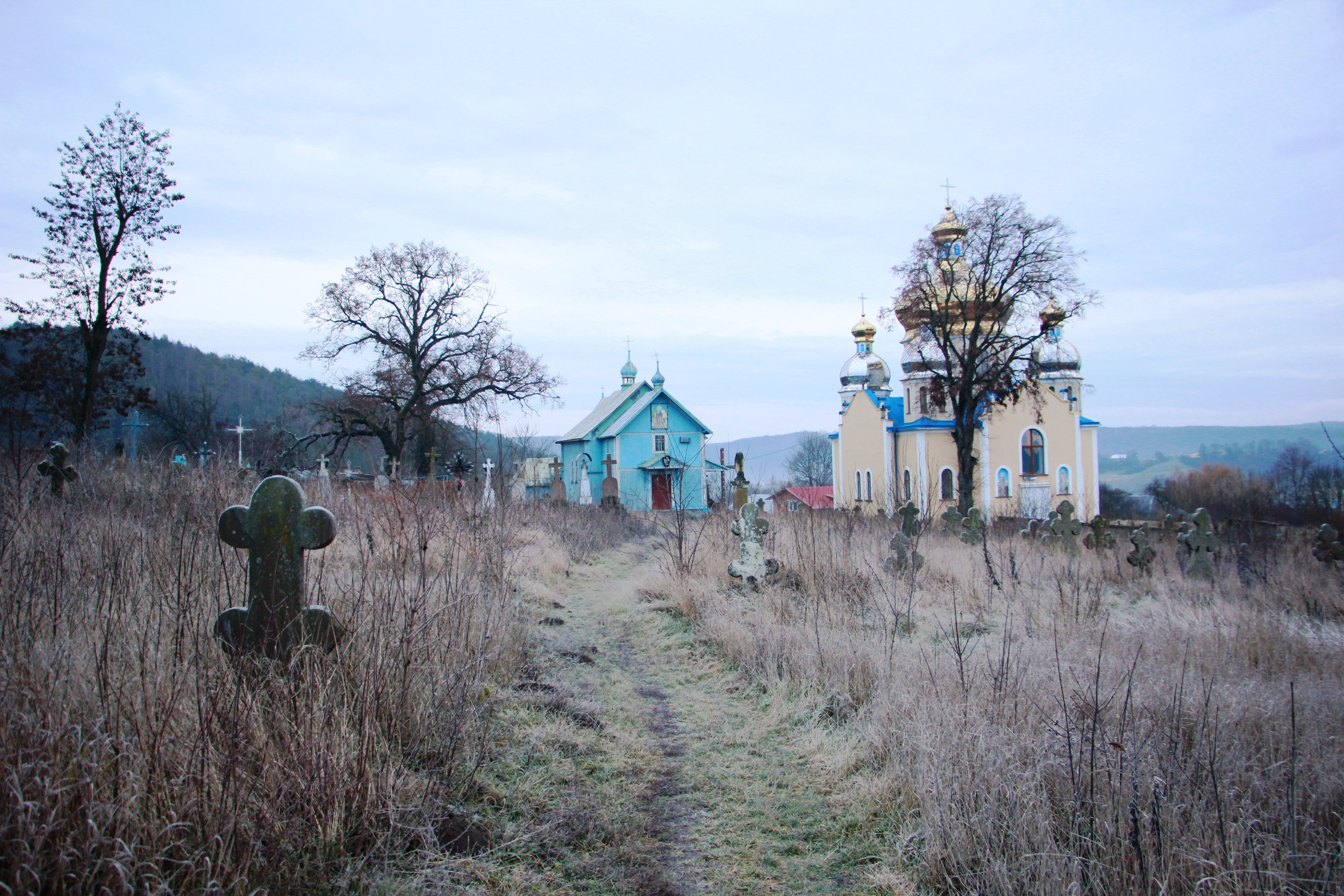
Старий цвинтар
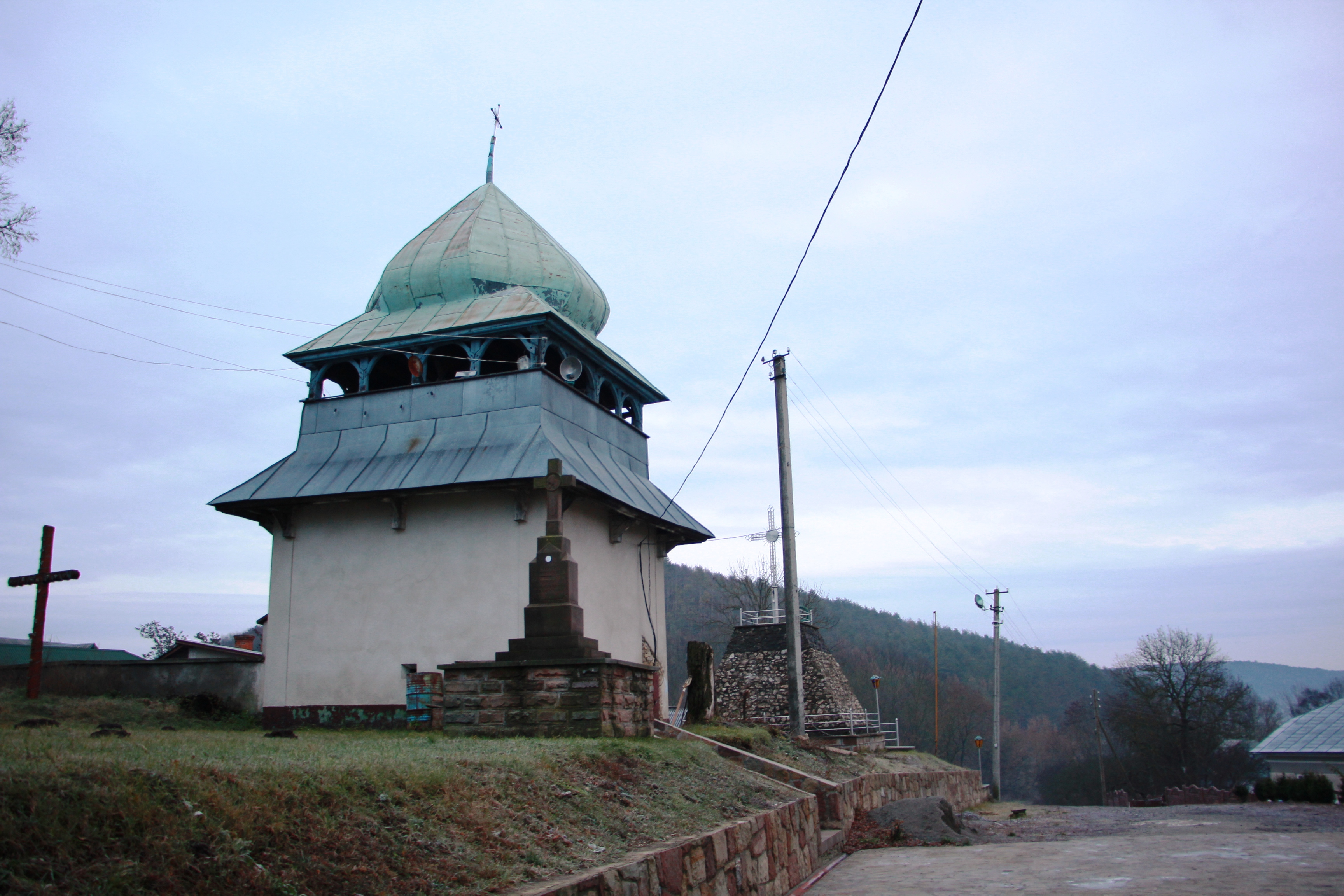
Церква св. Івана Богослова 1704 (дзвіниця)
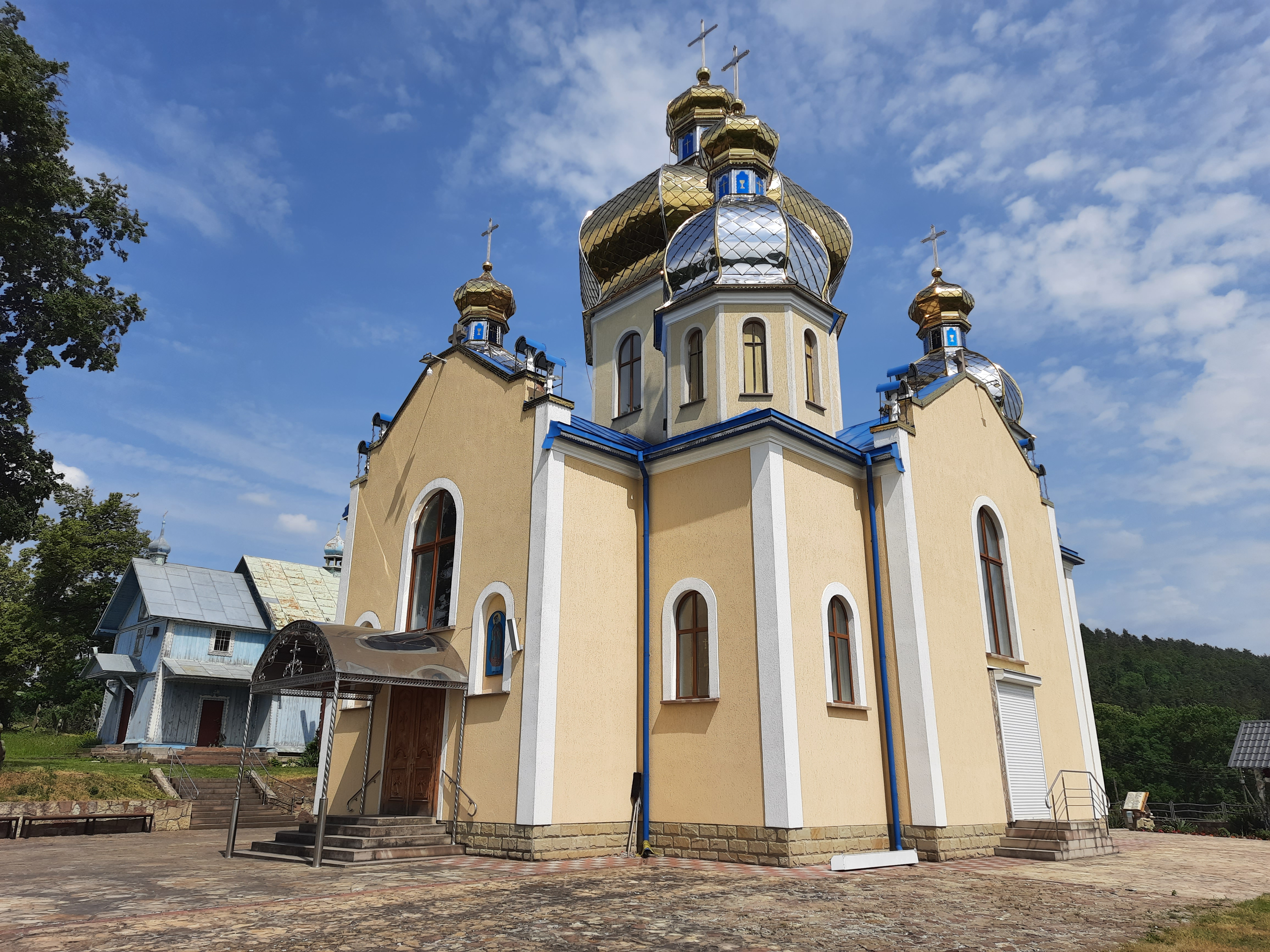
Церква Святого Івана Богослова 2007р.
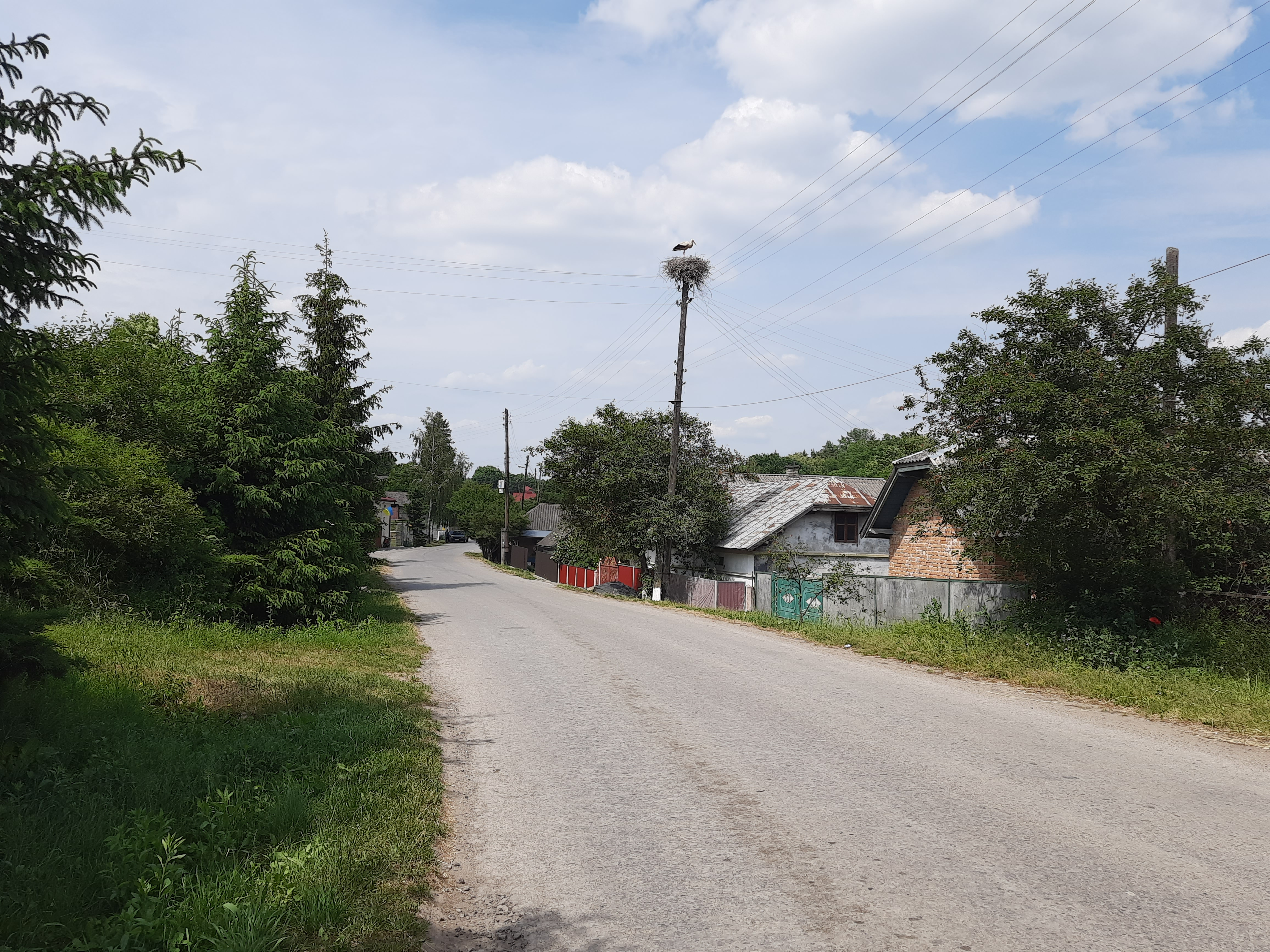
Сільська вулиця
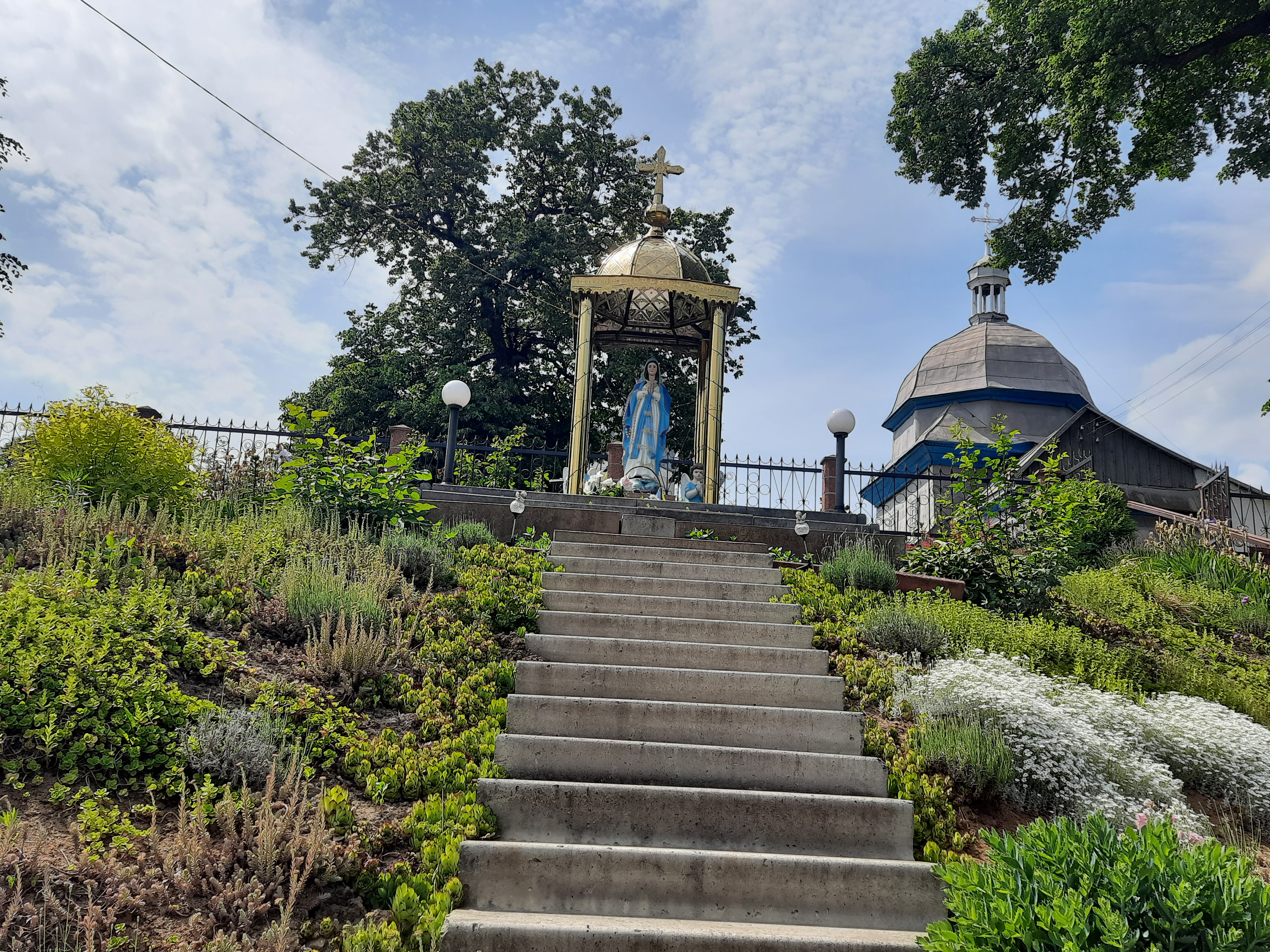
Статуя Божої Матері.